# Phyllophaga adjuntas
Phyllophaga adjuntas är en skalbaggsart som beskrevs av Saylor 1940. Phyllophaga adjuntas ingår i släktet Phyllophaga och familjen Melolonthidae. Inga underarter finns listade i Catalogue of Life.